# Pertusaria degelii
Pertusaria degelii är en lavart som beskrevs av Christian Friedo Eckhard Erichsen. 
Pertusaria degelii ingår i släktet Pertusaria, och familjen Pertusariaceae. Arten är reproducerande i Sverige.